# هانز ووسلر
هانز ووسلر (آلمانی: Hans Vosseler؛ زادهٔ ۵ فوریهٔ ۱۹۴۹) شناگر اهل آلمان است.